# Peugeot 404
El Peugeot 404 es un automóvil del segmento D producido por el fabricante francés Peugeot desde mayo de 1960 hasta 1987. 
Diseñado por Pininfarina, el 404 fue ofrecido inicialmente como una berlina, familiar, y pickup. Un descapotable fue introducido en 1967 y un coupé en 1968.

## Mecánica
El 404 tiene motor delantero y tracción trasera; sus cajas de cambios eran una manual de cuatro velocidades y otra automática de tres. Se fabricó con tres motores de cuatro cilindros en línea: uno de 1.6 litros de cilindrada en versiones con carburador de 72 CV de potencia máxima, y con inyección de combustible y 85 CV; un diésel de 1.8 litros de cilindrada y 55 CV, y un diésel de 1.9 litros de cilindrada y 68 CV.
La transmisión difería de los sistemas empleados en su época, manteniendo el tubo de empuje de sus predecesores Peugeot 203 y Peugeot 403 junto con un muy poco habitual mecanismo diferencial por tornillo sin fin.
El sistema estaba constituido por un conjunto en T indeformable, compuesto por el eje rígido y un tubo hueco anclado sólidamente al diferencial dentro del que giraba un árbol de transmisión sin juntas e íntegramente protegido. Dicho conjunto era basculante, esto es, sujeto únicamente mediante los muelles y una barra Panhard al chasis y por medio una rótula hueca atravesada por el eje de la transmisión a la caja de cambios, cuyo eje estaba a su vez unido a la punta del árbol de la transmisión mediante una junta cardánica. De este modo, las fuerzas de empuje y frenado no se transmitían como es habitual a través de elementos de la suspensión —ballestas o brazos de empuje—, sino a través de la rótula desde el conjunto puente/tubo de empuje hasta los anclajes del conjunto motor/caja.
La segunda particularidad era que el diferencial no empleaba el típico conjunto hipoide de piñón-corona, sino un tornillo sinfín acoplado al árbol de transmisión que atacaba la corona desde abajo, de modo que el pesado tubo de empuje se anclaba por debajo del plano del eje trasero, favoreciendo la estabilidad y permitiendo un túnel de transmisión de tamaño comparable al de vehículos con árbol de transmisión articulado.
Las versiones (familiar y pickup) esencialmente montaban su propio y único chasis/plataforma, al menos desde el parabrisas hacia la parte trasera. Con una distancia entre ejes incrementada para acomodar tres asientos que miran hacia adelante, y un notable eje de suspensión trasera que tenía una capacidad de carga (en la familiar) de más de 544 kg (1200 lbs) sin sacrificar nada de aquella conducción suave francesa, más de cincuenta años estos Peugeot mitad - turismo / mitad - camión hicieron una representación de sí mismos que no tiene igual.

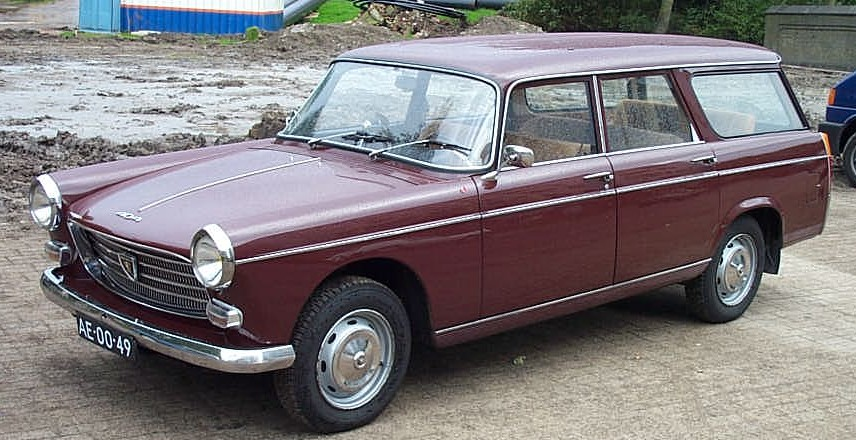
Peugeot 404 familiar
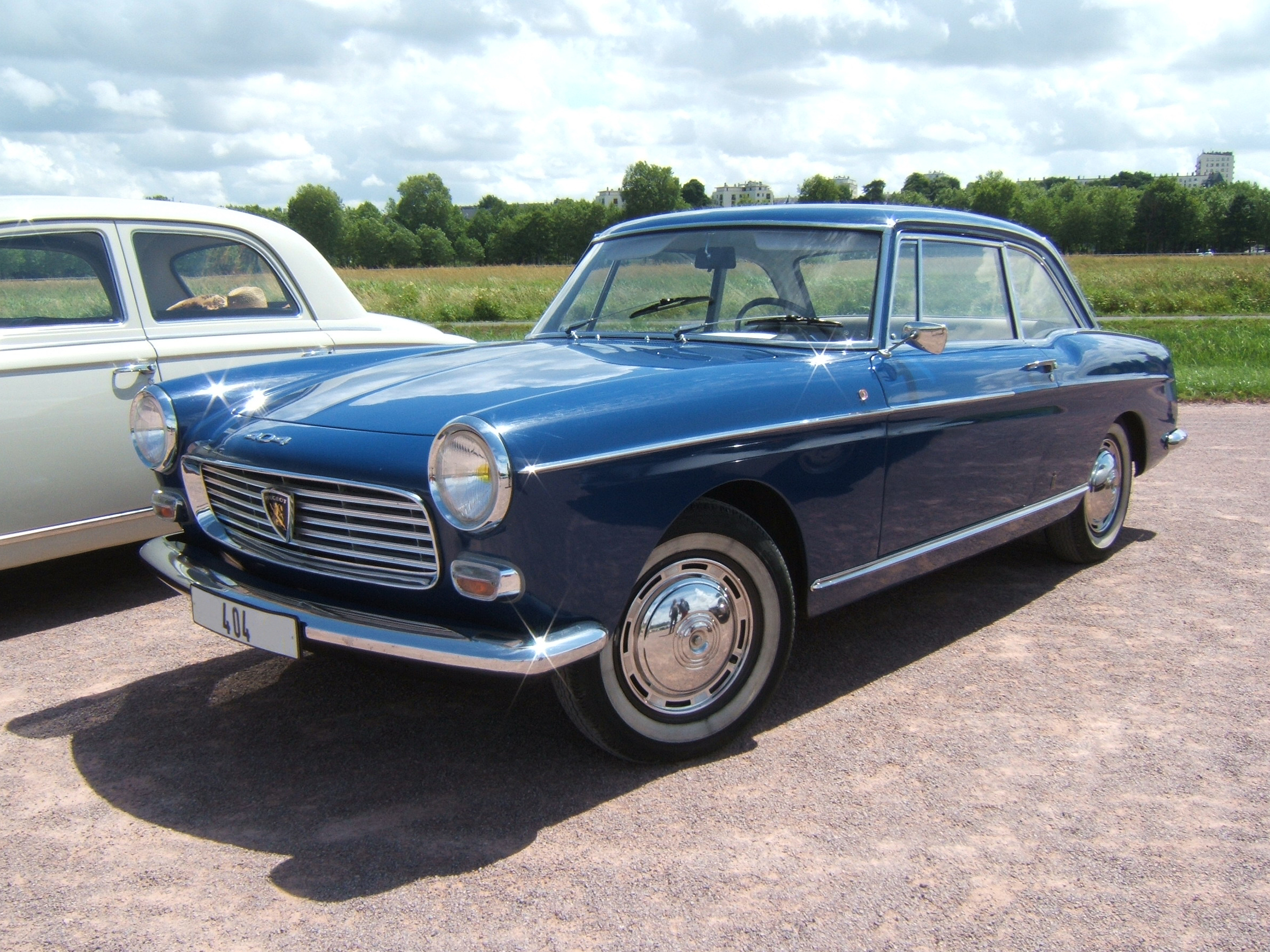
Peugeot 404 coupé
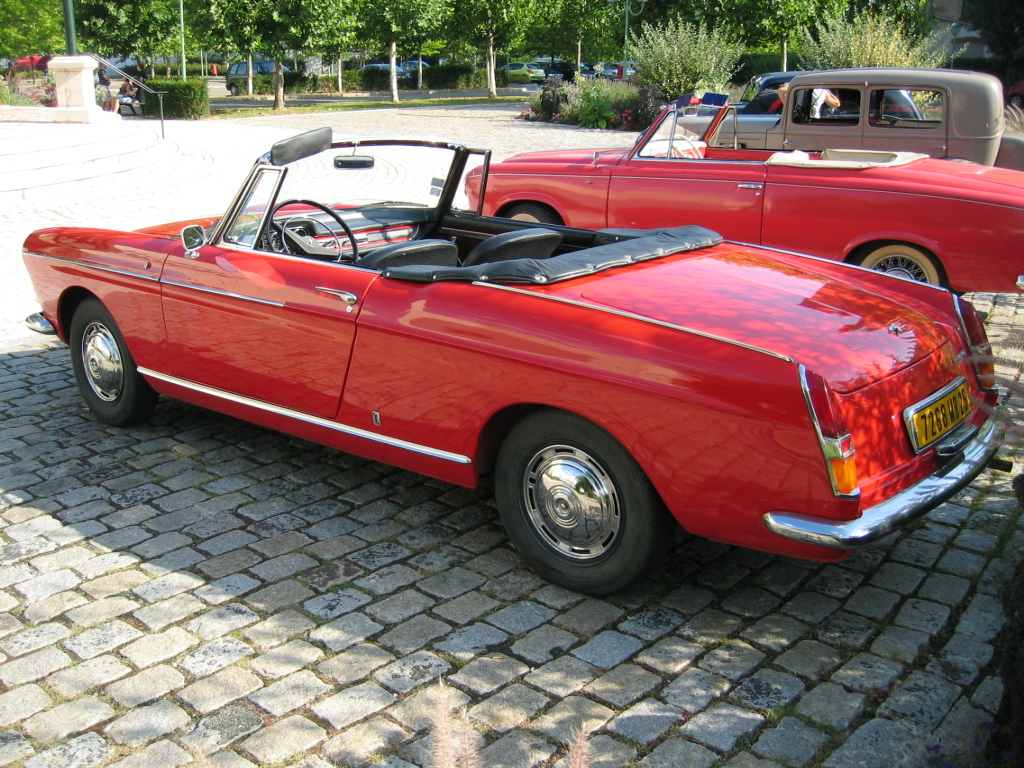
Peugeot 404 cabriolet
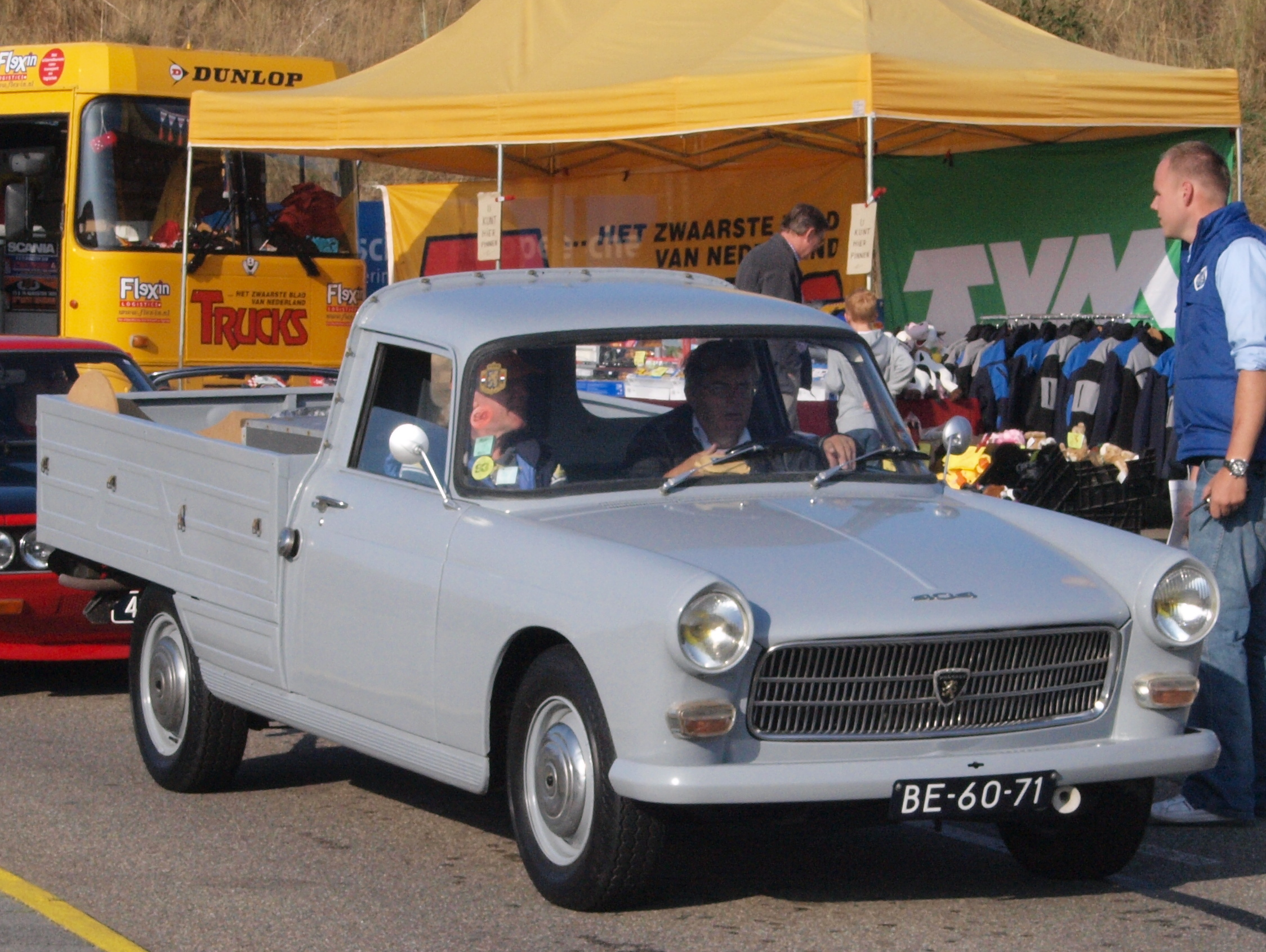
Peugeot 404 pickup
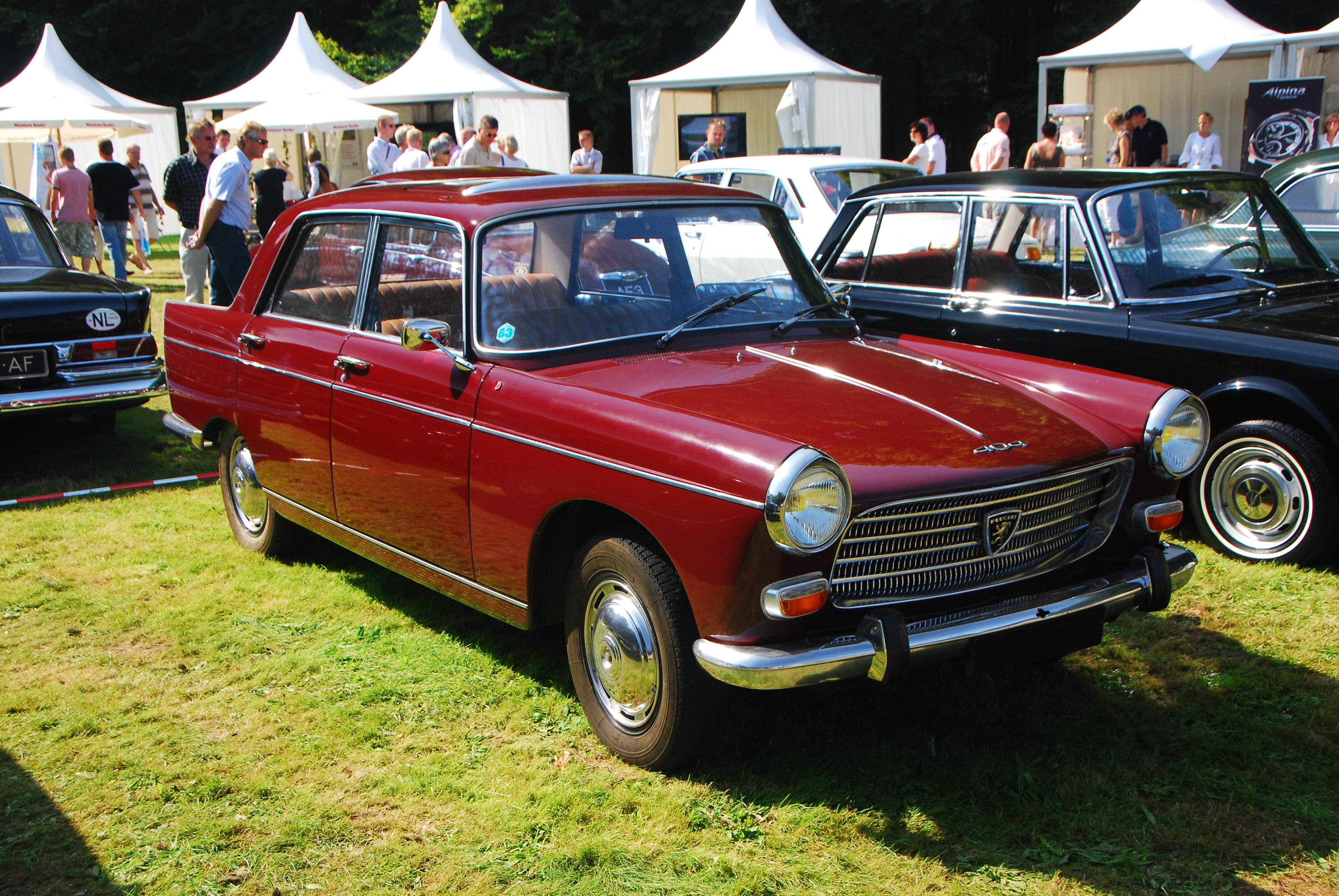
Peugeot 404 sedán

## Apariciones en el cine
Es el coche de los padres de Le petit Nicolás y el que conducía Arturo Fernández en El relicario.

## El 404 en la Argentina
En  el año 1962 empieza la producción en serie en ese país por la novel empresa Dapasa, D.A.P.A.S.A. Inicia su producción fabricando 4000 unidades. No obstante, dicha planta se cerró en 1964, ocupándose de reemprender su producción Safrar en 1965. En 1963 aparece la versión familiar; como Dapasa había cerrado y fue absorbida por SAFRAR, SAFRAR (Sociedad Anónima Franco Argentina de Automotores) integrada por las sociedades francesas «Société Anonyme des Automobiles Peugeot» y «Société Anonyme Andre Citroën», esta última sociedad solo siguió produciendo la berlina a partir de 1964.

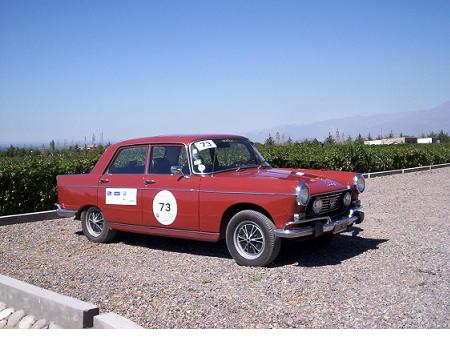
Peugeot 404 Grand Prix (1972-1978)

En 1964, debido a los éxitos deportivos obtenidos por vehículos de la marca, se desarrolla una versión deportiva 404 S. Partiendo de una modificación normalizada por Peugeot Francia, se hicieron cambios y ensayos dirigidos por los ingenieros Pindur y Renaud, se trabajó sobre el motor Peugeot de serie, modificando el colector de admisión y la culata (entradas individuales), nueva bomba de aceite, árbol de levas, volante motor aligerado, pistones especiales, mayores tambores de freno, mayor dureza en amortiguadores y alimentado por 2 carburadores weber 40, con estas modificaciones se alcanzaron 125 CV en banco de pruebas, comercializándose más tarde la versión de 115 CV. Este modelo aceleraba de 0 a 500 m en 15 segundos y lograba una velocidad punta de 185 km/h (115 mph).
En 1972 aparecieron la versión diésel 404 D, sin techo deslizante por razones de rigidez estructural, y la gama de pickups y furgonetas. También en los años 1970, se estrenó una versión deportiva denominada Grand Prix, con pequeños detalles decorativos tales como unos faros auxiliares en la calandra y llantas de nuevo diseño, además contaba con una consola central y la palanca selectora de la caja de cambios en el suelo, en lugar de en su tradicional ubicación en la columna de dirección.
Por problemas de reglamentación jurídica, el pickup se dejó de producir en 1978; su fabricación se reinició en 1980 con una caja de carga más ancha, pero muy pocas unidades vieron la luz. A principios de 1980, con la absorción de Safrar por parte de Sevel (fusión de Peugeot y Fiat) deja de producirse toda la gama 404 en Argentina. Se produjeron un total de 162.583 unidades en todas las versiones.

## El 404 en competición

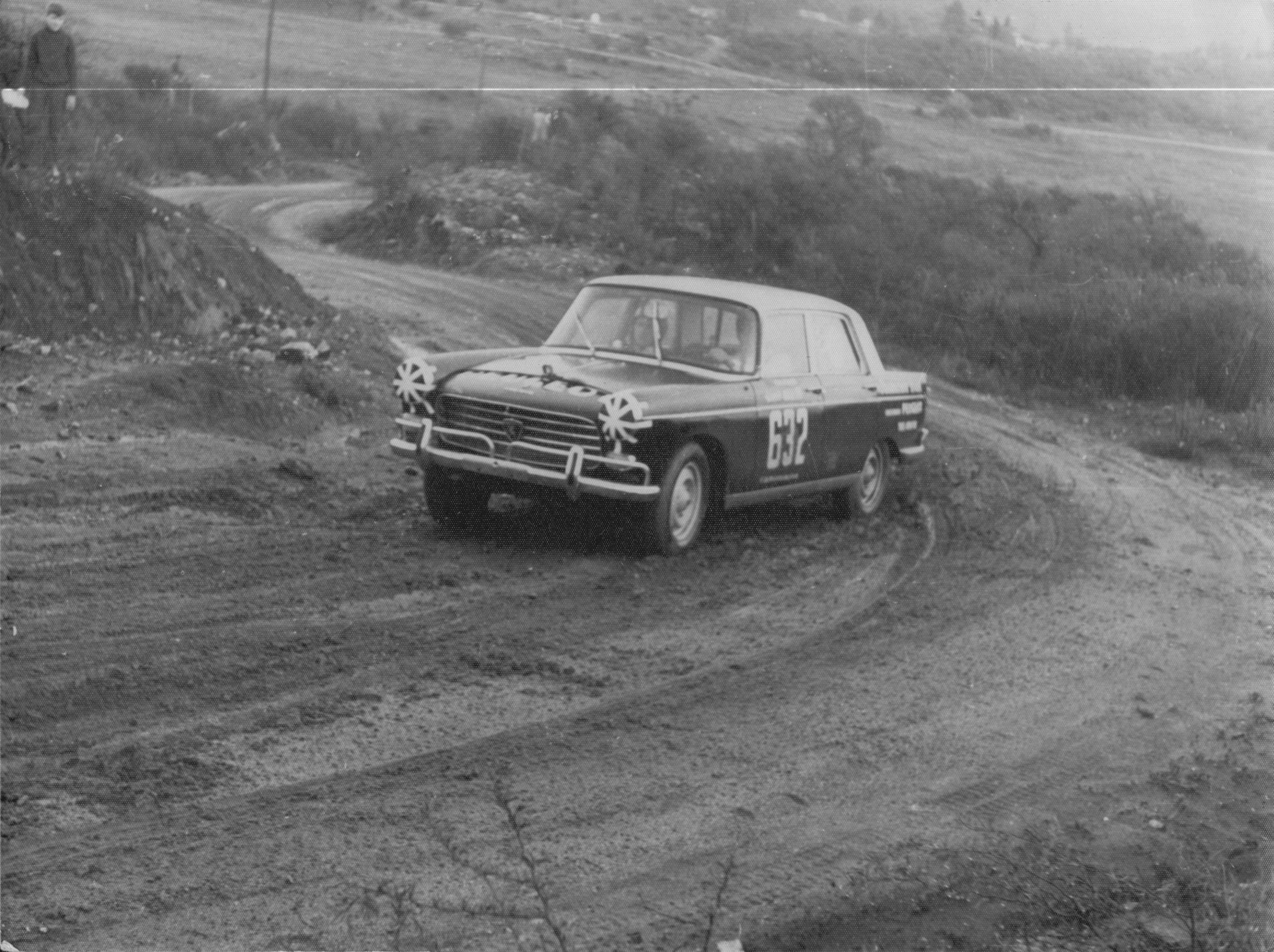
Gran Premio de 1965 (Argentina)

El 404 ganó el Rally Safari en las ediciones de los años 1963, 1966, 1967 y 1968, y dos títulos argentinos (1968 y 1969) de ruta en manos del piloto Norberto Castañón.
También ha sido un asiduo animador de los Grandes Premios organizados por el Automóvil Club Argentino, habiendo sido conducido entre otros por «Larry»  (Alberto Rodríguez Larreta), Carlos Menditéguy, Rodolfo de Álzaga, José Migliore, Francisco «Paco» Mayorga, Ernesto Santamarina, Rolf Juchet, Osvaldo «Cocho» López, Carlos Alberto Garro, Máximo Boubée, Dora Bavio y Alberto Gómez, entre tantos otros.
Durante la década de los 60 y 70 fue protagonista del «enfrentamiento» automovilístico Fiat - Peugeot.
En Argentina también tuvo algunas participaciones aisladas en Turismo Carretera, destacándose la presencia de Dora Bavio.